# Dieter Rams
Dieter Rams (Wiesbaden, Hessen, 1932. május 20. –) német ipari formatervező, akire a legtöbben a Braun cég termékeiről és az ipari tervezés funkcionalista iskolájáról asszociálnak. A designhoz való visszafogott hozzáállása és a „kevesebb, de jobb”-ba vetett hite miatt termékei időtlen minőséget tudtak elérni, és munkái rengeteg embert inspiráltak. Ez tudta elhozni Ramsnak is a világszintű hírnevet és elismerést.

## Pályafutása
Dieter Rams építészet és belső dekoráció szakon kezdte tanulmányait a Wiesbaden Művészeti Egyetemen, 1947-ben. Egy évvel később, 1948-ban, szüneteltette tanulmányait, hogy gyakorlati tapasztalatot szerezzen és befejezze asztalosi képesítését. A Wiesbaden Művészeti Egyetemre 1948-ban tért vissza és 1953-ban dicséretekkel végzett. Ezek után a frankfurti Otto Apel-nek kezdett dolgozni. 1955-ben vették fel a Braunhoz, mint építész és belsőépítész. 1961-re elnyerte a Braun vezető tervezői posztját, amit egészen 1995-ig meg is őrzött.
Dieter Ramsra óriási befolyással volt nagyapja, aki asztalosként dolgozott. Rams egyszer azzal a kifejezéssel magyarázta design felfogását, hogy "Weniger, aber besser" ami annyit jelent, "Kevesebb, de jobb". Rams és csapata olyan emlékezetes termékeket tervezett a Braun-nak, mint például a híres SK-4 lemez lejátszó, vagy a magas minőségű 'D-sorozatú' (D45, D46) 35 mm filmes diavetítő. A Vitsœ-nek is tervezett egy bútorkollekciót a '60-as években, aminek része volt például a 606-os Univerzális Polcrendszer és a 620-as szék is.
Azzal, hogy szigorúan esztétikus és felhasználóbarát elektronikai termékeket tervezett, Rams felhozta a Braun-t egy elismert céggé az '50-es években.
2010-ben, hogy elismerjék hozzájárulását a világ designtörténelméhez, a Cologne-i Nemzetközi Designiskola diákjai "Kölner Klopfer" díjjal tüntették ki, 2009-ben pedig a nagy design díjjal tüntették ki Ausztráliában. Ezen felül pedig, mint a Bauhaus stílusban sikeres tervező, az Ulm-i Design Iskola pártfogoltja lett Németországban.

## Dieter Rams: tíz alapelv a jó designhoz
Rams vezette be a fenntartható fejlődés elvét a design területén a '70-es években, és kijelentette, az elavulás bűn. Ennek megfelelően, feltette magának a kérdést; "az én designom jó design?" Az erre adott válasz formálta meg, a ma már ünnepelt tíz alapelvet.
A jó design:
1. Innovatív – Az innovációs lehetőségek semmilyen szempontból nem merülnek ki. A technikai fejlődés mindig új lehetőségeket kínál az innovatív dizájnra. De az innovatív dizájn mindig együtt fejlődik az innovatív technológiával, és soha nem lehet öncélú.
2. A terméket használhatóvá teszi – A termékeket azért vásárolják, hogy használják azokat. Egy sor kritériumnak meg kell felelniük – nem csak funkcionális, hanem pszichológiai és esztétikai kritériumoknak is. A jó dizájn kihangsúlyozza a termék használhatóságát, és elutasít mindent, ami a hasznosság ellen hat.
3. Esztétikus – A termék esztétikai minősége szerves része a termék hasznosságának, mivel a termékek mindennapi használatra készülnek, és hatással vannak az emberekre és az ő közérzetükre. Csak a jól megtervezett tárgyak lehetnek szépek.
4. A terméket értelmezhetővé teszi – Letisztítja a termék struktúráját. Sőt, lehetővé teszi, hogy a termék tisztán kifejezze funkcióját, azáltal, hogy a felhasználó intuíciójára apellál. Legmagasabb fokon: magától értetődővé teszi a terméket.
5. Diszkrét – A termékek eszközként teljesítik be küldetésüket. Nem dekorációs tárgyak és nem is művészeti tárgyak. A termékek dizájnja éppen ezért semleges és visszafogott kell, hogy legyen, hogy teret engedjen a felhasználó önkifejezésének.
6. Őszinte – A dizájn önmagában nem teszi a terméket innovatívabbá, erőteljesebbé vagy értékesebbé, mint amilyen. Nem próbálja manipulálni a felhasználót olyan ígéretekkel, amiket nem képes beváltani.
7. Időtálló – Tartózkodik attól, hogy divatos legyen, és ennek eredményeként sosem lesz divatjamúlt. Az öltözködési divattal ellentétben sok évig életképes marad – még a mai "egyszer használatos" társadalmunkban is.
8. A legapróbb részletekig alapos – Semmi nem kell öncélúnak vagy választás kérdésének lennie. A dizájnolás folyamata során tanúsított törődés és akkurátusság a felhasználók tisztelete.
9. Környezetbarát – A dizájn fontos hozzájárulás a környezetünk megmaradásához. Takarékos az erőforrásokkal, minimalizálja a fizikai és vizuális szennyezést a termék teljes életciklusa során.
10. Olyan kevés dizájn, amennyire csak lehet – Keveset, de jobban – ennek a kevesebb dizájnnak viszont a lényegi aspektusokra kell koncentrálnia. A termék nem terhelhető lényegtelen elemekkel. Vissza a letisztultsághoz, vissza az egyszerűséghez!

## Példák Dieter Rams munkáira

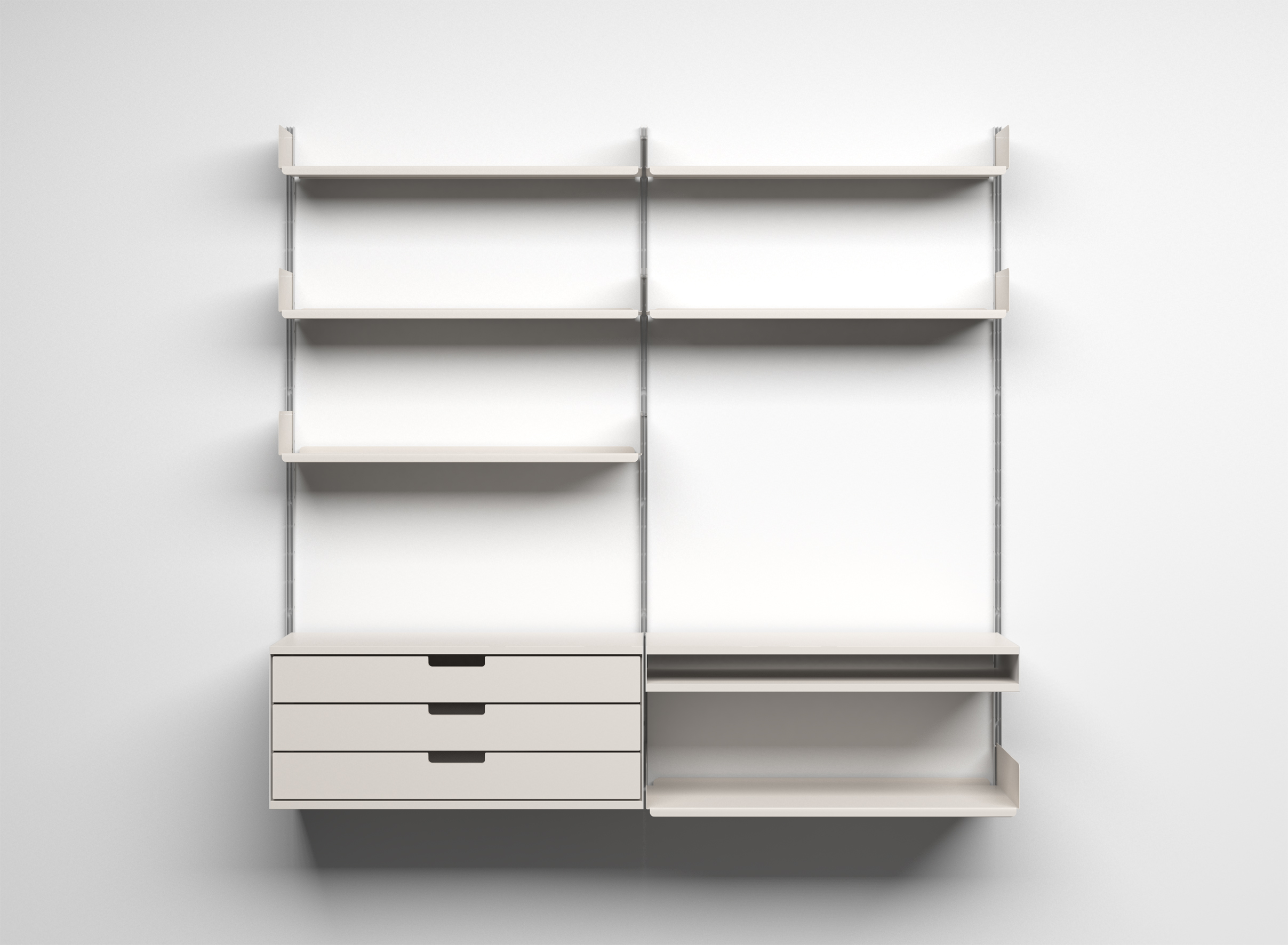
606 Universal Shelving System, 1960
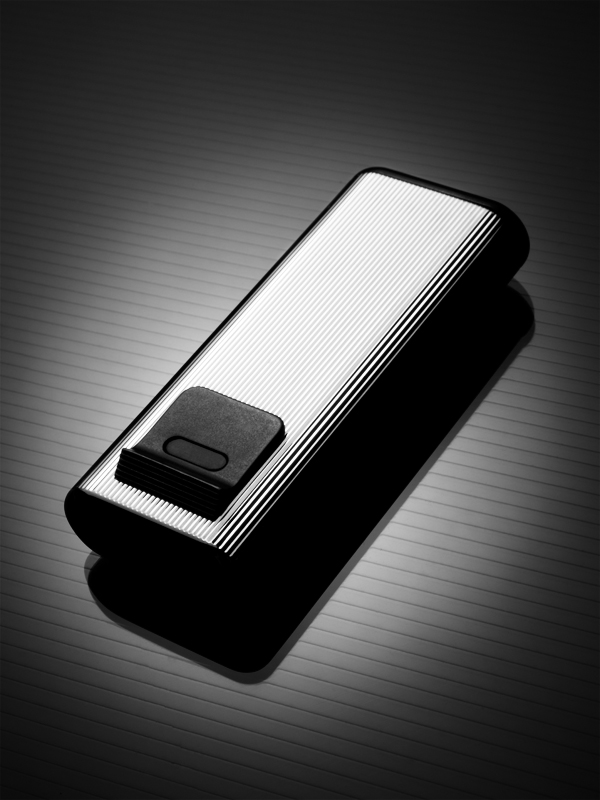
Braun Dieter Rams Lighter
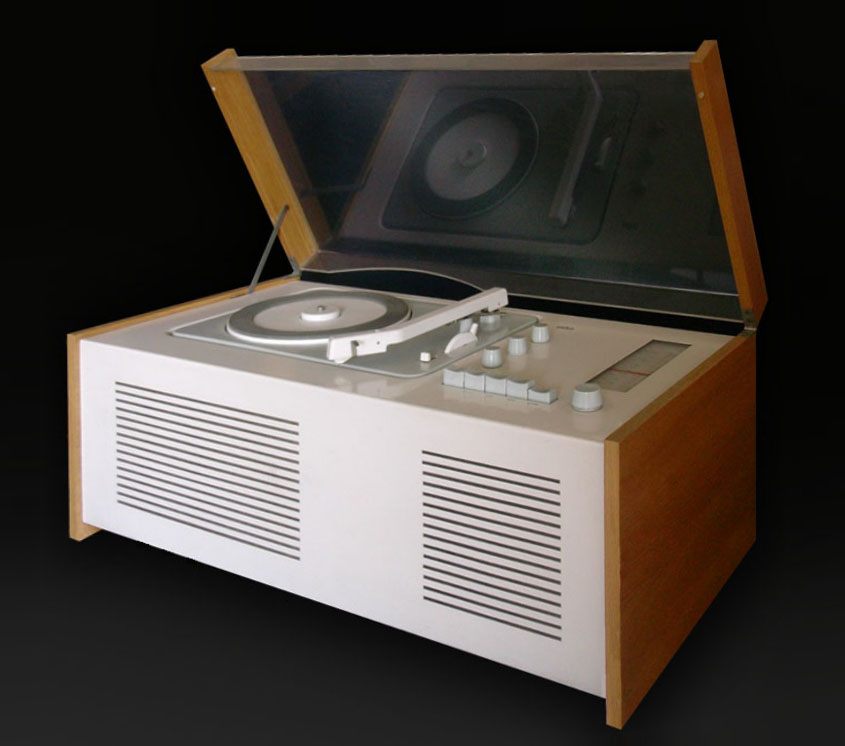
SK 61
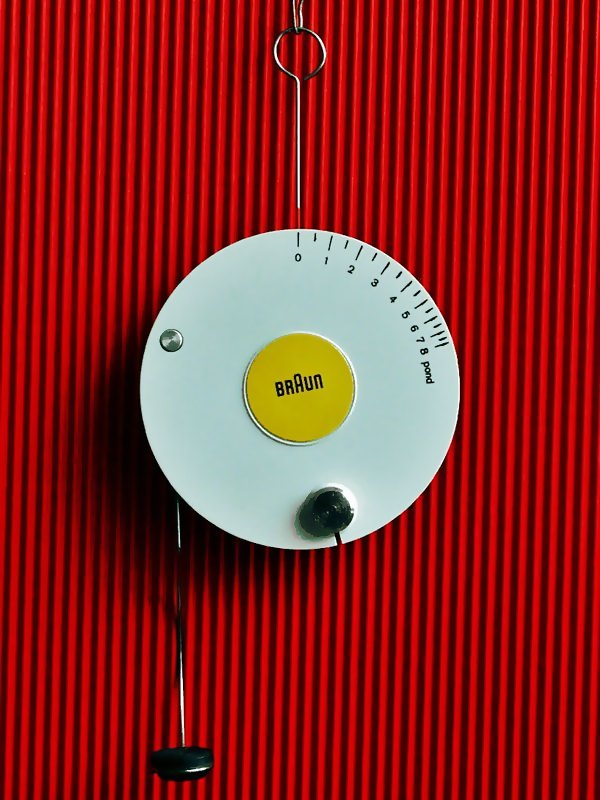
Tonarmwaage, 1962
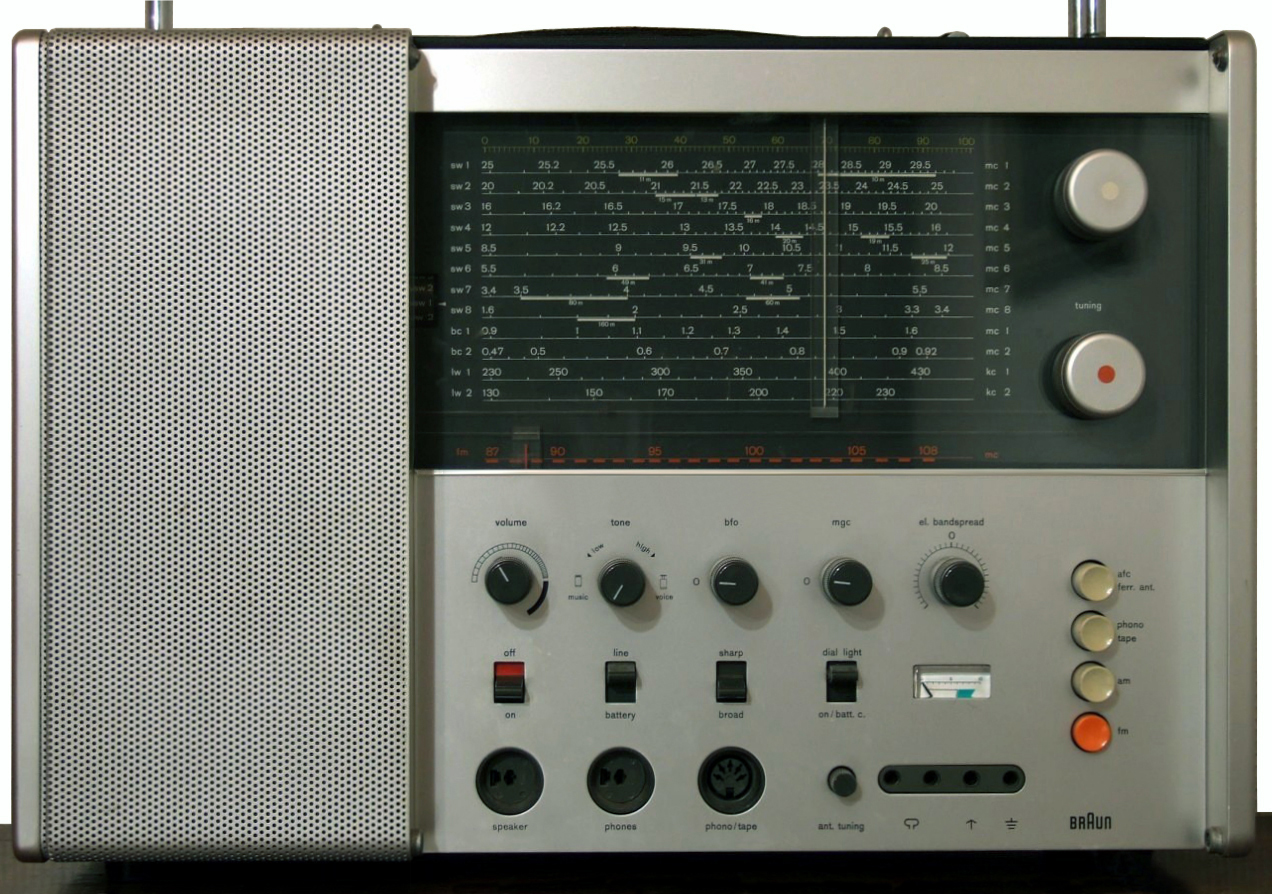
T 1000, 1963
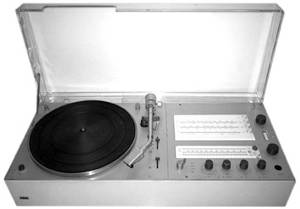
audio 310, 1971
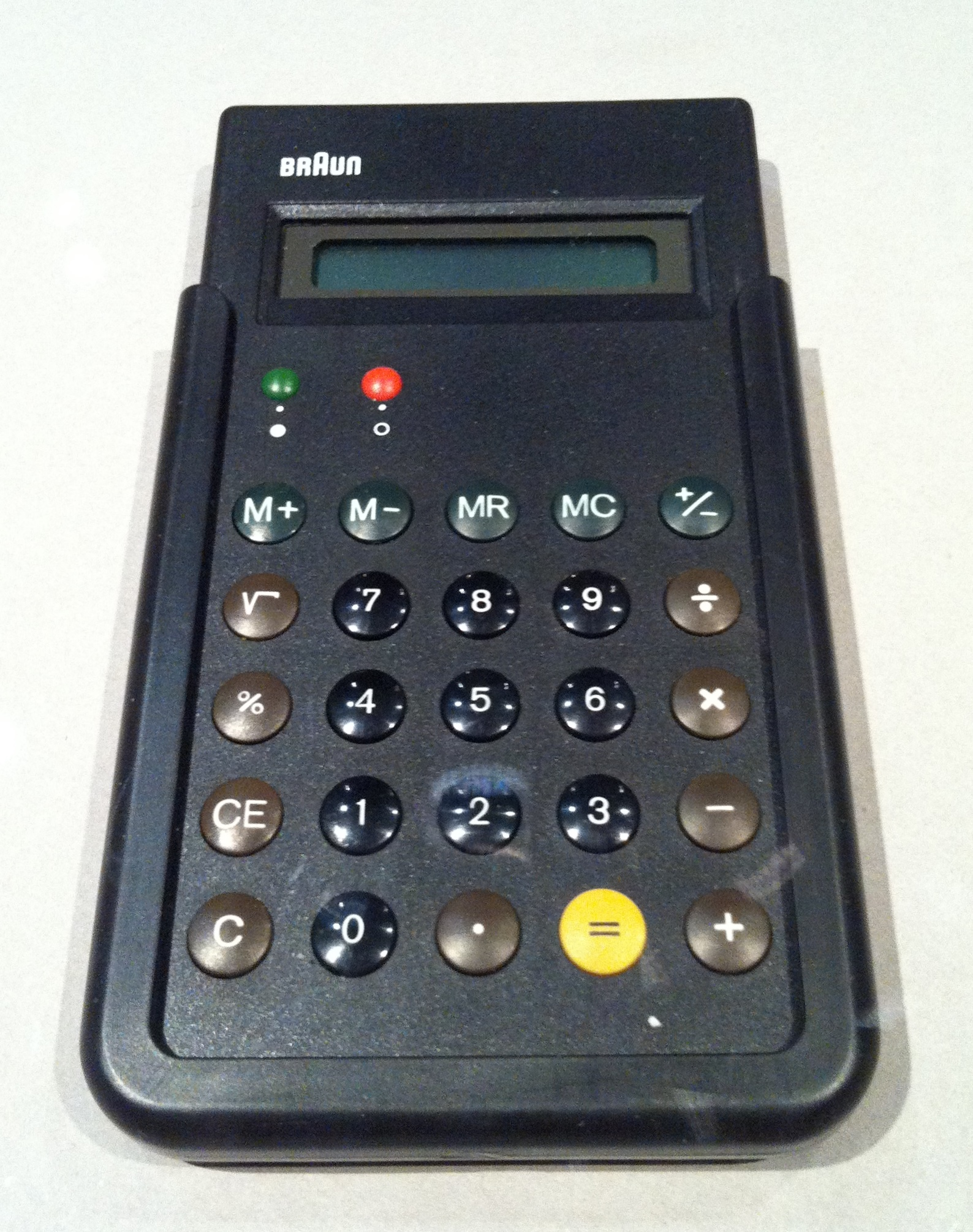
Calculator Braun ET66, 1987
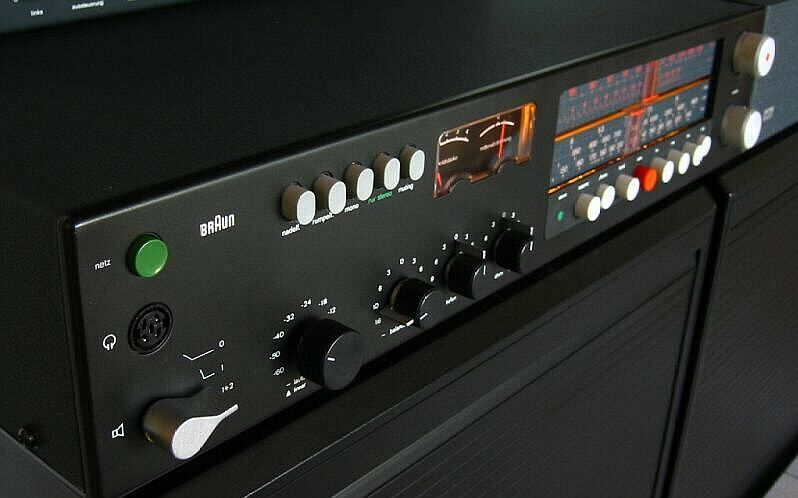
Receiver (Steuergerät) Braun Regie 510, 1972

## Fordítás
- Ez a szócikk részben vagy egészben  a   Dieter Rams című angol Wikipédia-szócikk ezen változatának fordításán alapul.  Az eredeti cikk szerkesztőit annak laptörténete sorolja fel. Ez a jelzés csupán a megfogalmazás eredetét és a szerzői jogokat jelzi, nem szolgál a cikkben szereplő információk forrásmegjelöléseként.